# Popa Chubby
Pour les articles homonymes, voir Horowitz.
Theodore Joseph Horowitz, dit Popa Chubby, né le 31 mars 1960 à New York, est un chanteur et guitariste américain de blues et de rock. Son nom de scène est tiré d’une expression d'argot, « pop a chubby », qui veut dire « avoir une érection ».

## Biographie

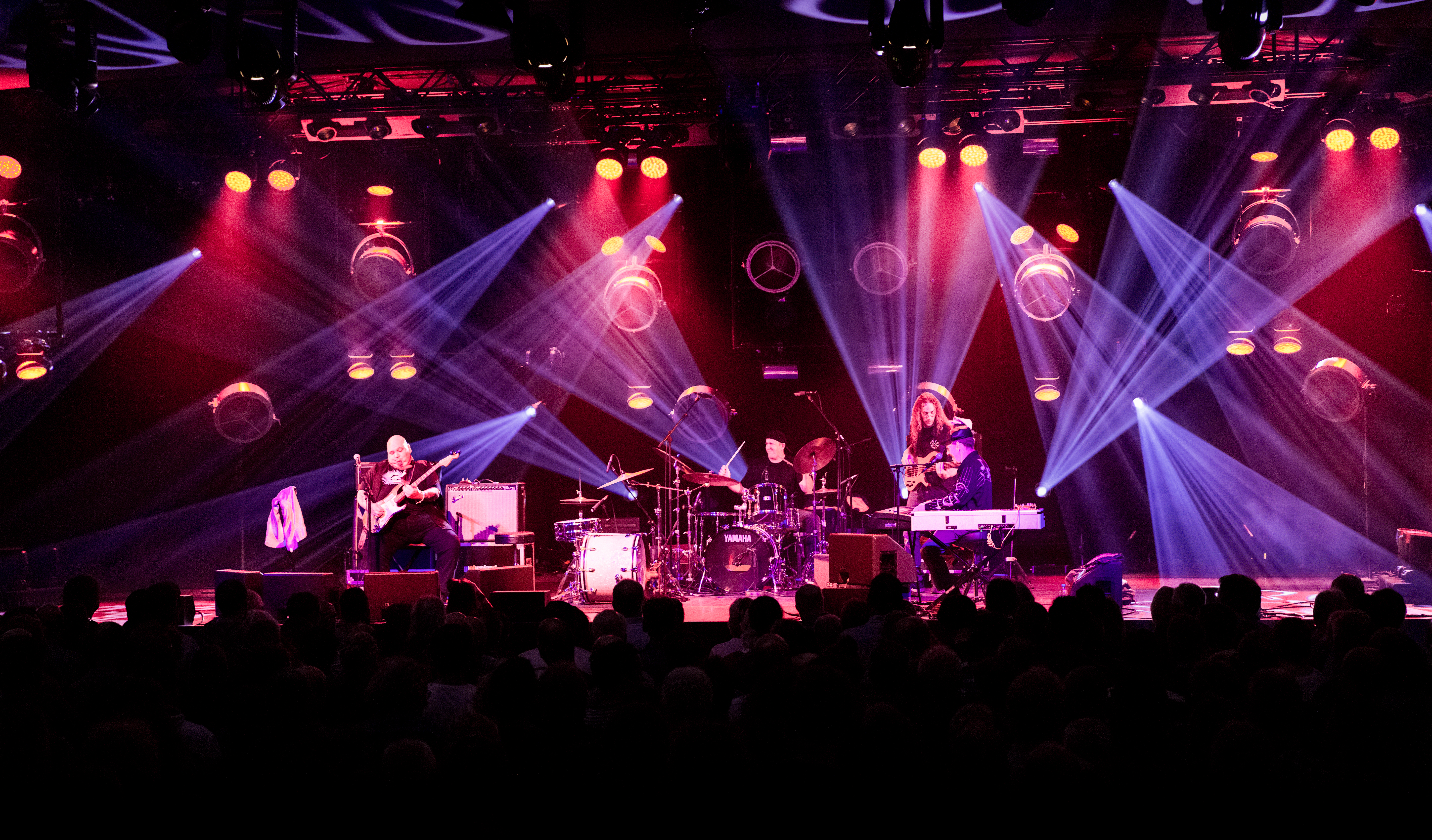
Popa Chubby au Jazztage de Leverkusen en 2016.

Popa Chubby est originaire du Bronx.
Son style de blues plutôt agressif est influencé par Willie Dixon ainsi que par Jimi Hendrix, Jimmy Page, Randy Rhoads, Albert King ou encore Danny Gatton, créant ainsi une synthèse entre blues, rock, funk et pop très personnelle mais transpirant le blues new-yorkais. Comme Calvin Russell, il a plus de succès en France qu’aux États-Unis, où il est plus connu des spécialistes que du grand public, étant peu invité dans les médias d'envergure nationale.
Chacun de ses albums est un concept en lui-même : un album de ballades avec des chansons comme Hallelujah, de hard boogie (If the Diesel Don't Get You Then the Jet Fuel Will), ou encore de blues comme Back Door Man. Il joue également de la batterie, qu'il lui arrive de pratiquer sur scène.
En 2006, il entame une tournée en hommage à Jimi Hendrix, qui lui fit découvrir le rock à la radio avec son tube Purple Haze.
Popa Chubby possède une collection de guitares dont une Fender que le fabricant n'avait semble-t-il pas répertoriée[réf. nécessaire].

## Discographie
- 1991 : It’s Chubby Time
- 1993 : Gas Money
- 1995 : Booty and the Beast
- 1996 : Hit the High Hard One (Live à Saratoga)
- 1996 : The First Cuts[3]
- 1997 : One Million Broken Guitars
- 1998 : The Best of Popa Chubby[4]
- 1998 : Popa Chubby Live[4]
- 1998 : Brooklyn Basement Blues
- 1999 : Popa Chubby Presents: the NYC Blues
- 1999 : One Night Live
- 2000 : How'd a White Boy Get the Blues?
- 2001 : Flashed Back[5]
- 2001 : Popa Chubby Presents: The NYC Blues Again
- 2002 : The Good, the Bad and the Chubby
- 2002 : Black Coffee[6]
- 2003 : Popa Chubby Live at FIP
- 2003 : Old School - Popa Chubby and Friends Play Muddy, Willie and More
- 2003 : The Hungry Years[7]
- 2004 : Peace, Love and Respect
- 2005 : Popa Chubby Wild Live (At Le Plan)
- 2005 : Big Man, Big Guitar
- 2006 : Stealing the Devil's Guitar
- 2006 : Electric Chubbyland[8]
- 2007 : Electric Chubbyland[9]
- 2007 : Deliveries After Dark
- 2008 : Vicious Country[5]
- 2010 : The Fight Is On
- 2011 : Back to New York City
- 2013 : Universal Breakdown Blues
- 2014 : I'm Feelin' Lucky
- 2015 : Big, Bad and Beautiful (Live)
- 2016 : The Catfish
- 2017 : Two Dogs
- 2021 : Tinfoil Hat
- 2022 : Emotional Gangster

## Carrière musicale (festivals)
- juillet 2000 : Festival Sur La Route De Tullins
- 2 août 2012 : New Blues Festival à Nice[10]
- 3 août 2012 : Festival du Bout du Monde
- octobre 2012 : Nancy Jazz Pulsations
- 25 juillet 2013 : Nuits du Sud
- 14 septembre 2013 : Le Feu aux Lacs
- 19 juillet 2013 : Le Mas des Escaravatiers

- 19 août 2018 : Motocultor Festival
- 30 juin 2019 : Rétro C trop
- 25 juin 2022 : Ferté Jazz Festival
- 9 juin 2023 : Festival Jazzellerault